# Theodoricus Monachus
Theodoricus Monachus, Theodericus, Theodricus war ein geistlicher Chronist in der zweiten Hälfte des 12. Jahrhunderts. Sein Geburtsjahr, sein Geburtsort, sein Todesjahr und sein Todesort sind unbekannt.
Theodoricus Monachus schrieb die Historia de antiquitate regum Norwagiensium, eine kleine norwegische Geschichte auf Latein.
Über seine Person ist nichts Sicheres bekannt. Er erhielt bei seiner Taufe wahrscheinlich den Namen „þórir“, was dann zu „Tore“ wurde. Nach der Sitte seiner Zeit latinisierte er später seinen Namen in „Theodoricus“, der auch auf den Gotenkönig Theoderik Bezug nehmen sollte.
Im Kloster St. Victor findet man den Namen Theodoricus sowohl für den Bischof Tore Guðmundsson von Hamar als auch für den Erzbischof Tore Gudmundsson, die dort studiert haben. Man vermutet, dass einer der beiden der Verfasser des Geschichtswerkes war. Einige Werke, die Theodoricus zitiert, befanden sich im 12. Jahrhundert in St. Victor. Theodoricus erwähnt auch eine Verbindung zu Trøndelag, was sehr für den Erzbischof sprechen würde. Der Historiker Johnsen sah starke Indizien dafür, Theodoricus mit dem Erzbischof zu identifizieren, wenn auch eine große Unsicherheit bleibe.
Der Beiname „monachus“ lässt darauf schließen, dass er tatsächlich Mönch war. Ludvig Daae meinte, dass er im Kloster Munkholmen gewesen sei. Es ist aber auch möglich, dass der Beiname erst durch spätere Abschreiber hinzugekommen ist, so dass auch dies nicht sicher ist.
Die Historia de antiquitate regum Norwagiensium behandelt die norwegischen Könige von Harald Hårfagre bis Sigurd Jórsalafari, also den Zeitraum vom Ende des 9. Jahrhunderts bis 1130. Dass Theodoricus dort endet, hängt damit zusammen, dass er über die Wirren des beginnenden Bürgerkrieges nicht schreiben wollte, wie er selbst darlegt.
Die Chronik ist Erzbischof Øystein Erlendsson gewidmet, was auf eine Abfassungszeit vor 1180 hinweist. Der früheste Abfassungszeitpunkt ist die Erschlagung von Níkulás Sigurðsson in Nidaros durch Øystein Møyla 1176. Theodoricus schreibt auch, dass er der erste sei, der in Norwegen ein Geschichtswerk verfasse. Er zitiert einen Catalogus regum Norwagiensium, offenbar eine annalistisches Liste, die an den Bischofssitzen und von der Leibwache geführt wurde. Der Catalogus ist nicht erhalten.
In der Einleitung schreibt Theodoricus, dass er den isländischen Überlieferungen vertraue, da sie in vielen Gedichten die Erinnerung an die alten Könige bewahrt hätten. Das beweist, dass es schon vor Snorri Sturluson eine lange Tradition gab, die die Gedichte der isländischen Skalden als Quelle zu benutzen. Aber er benutzte sicher auch mündliche Überlieferungen. Es ist allerdings nicht sicher, dass er auch zeitgenössische isländische Texte kannte. In seinem Geschichtswerk verweist er oft auf die Bibel, auf Gelehrte und Dichter der früheren Zeiten. Er kannte Platon, Chrysipp, Plinius, Lucanus, Horaz, Ovid, Vergil, die Kirchenväter, wie Origines, Euseb, Hieronymus und Augustinus und die mittelalterliche Autoren Boëthius, Paulus Diaconus, Isidor von Sevilla, Beda, Remigius von Auxerre, Hugo von St. Victor und Sigbert von Gembloux. Das bedeutet, dass die Bibliothek des Erzbischofs in Nidaros gut bestückt war und gute Beziehungen nach Frankreich, insbesondere zum Kloster St. Victor, bestanden.
Theodoricus stand in mancherlei Weise in einer doppelten Tradition: der Tradition der Heimat und der lateinischen Tradition. Diese stellen unterschiedliche Anforderungen an den Autor, und es scheint, als ob sich Theodoricus dessen durchaus bewusst war. Denn während er ständig aus der lateinischen Tradition zitiert, verwendet er im Text keine direkten Zitate aus den Dichtungen der Skalden, die er benutzt. Die lateinischen Zitate und weitschweifigen Exkurse machen fast ein Viertel des gesamten Textes aus. Er ist eine Mischung aus Historiographie, Hagiographie, Profangeschichte und Kirchengeschichte. Auch spart er nicht mit moralischen Wertungen. Die Begehrlichkeit und der Ehrgeiz der Fürsten sind seiner Ansicht nach die Ursache für alles Unglück in der norwegischen Geschichte. Dabei nimmt er die Ideen des Augustinus über den rex justus zum Maßstab. Der Intention nach handelt es sich um eine Propagandaschrift für die norwegische Kirche.

## Werkausgaben
- An account of the ancient history of the Norwegian kings. Theodoricus Monachus, bearb. von Peter G. Foote, (Viking Society for Northern Research text series, Bd. 11),  London 1998.